# Adam Dong
Adam Dong (* 14. Februar 1994 in Suzhou) ist ein kanadischer Badmintonspieler.

## Karriere
2023 siegte Adam Dong Panamerikaspielen und den bei den Panamerikameisterschaften. 2024 startete er bei den Olympischen Spielen in Paris. Im Herrendoppel schied er gemeinsam mit Nyl Yakura dabei schon in der Vorrunde aus.

## Erfolge

### Panamerikaspiele
Herrendoppel
| Jahr | Ort                                               | Partner    | Gegner                     | Ergebnis            | Resultat |
| ---- | ------------------------------------------------- | ---------- | -------------------------- | ------------------- | -------- |
| 2023 | Olympic Training Center, Santiago de Chile, Chile | Nyl Yakura | Fabrício Farias Davi Silva | 19–21, 21–15, 21–18 | Gold     |

### Panamerikameisterschaften
Herrendoppel
| Jahr | Ort                                                                             | Partner    | Gegner                          | Ergebnis            | Resultat |
| ---- | ------------------------------------------------------------------------------- | ---------- | ------------------------------- | ------------------- | -------- |
| 2022 | Palacio de los Deportes Carlos "El Famoso" Hernández, San Salvador, El Salvador | Nyl Yakura | Job Castillo Luis Montoya       | 21–17, 19–21, 13–21 | Bronze   |
| 2023 | G.C. Foster College of Physical Education and Sport, Kingston, Jamaika          | Nyl Yakura | Kevin Lee Ty Alexander Lindeman | 21–10, 16–21, 22–20 | Gold     |
| 2024 | Teodoro Palacios Flores Gymnasium, Guatemala-Stadt, Guatemala                   | Nyl Yakura | Chen Zhi-yi Presley Smith       | 14–21, 11–21        | Silber   |

### BWF International Challenge/Series
Herrendoppel
| Jahr | Wettbewerb             | Partner    | Gegner                           | Ergebnis            | Resultat |
| ---- | ---------------------- | ---------- | -------------------------------- | ------------------- | -------- |
| 2021 | Mexico International   | Nyl Yakura | Fabio Caponio Giovanni Toti      | 21–10, 21–10        | Sieger   |
| 2022 | Sydney International   | Nyl Yakura | Lee Fang-chih Lee Fang-jen       | 12–21, 21–16, 16–21 | Finalist |
| 2022 | Peru International     | Nyl Yakura | Jason Ho-Shue Joshua Hurlburt-Yu | 15–21, 21–18, 12–21 | Finalist |
| 2023 | Peru International     | Nyl Yakura | Kevin Lee Ty Alexander Lindeman  | 16–21, 18–21        | Finalist |
| 2023 | Canadian International | Nyl Yakura | Arif Abdul Latif Jonathan Lai    | 21–13, 17–21, 15–21 | Finalist |